# 파래

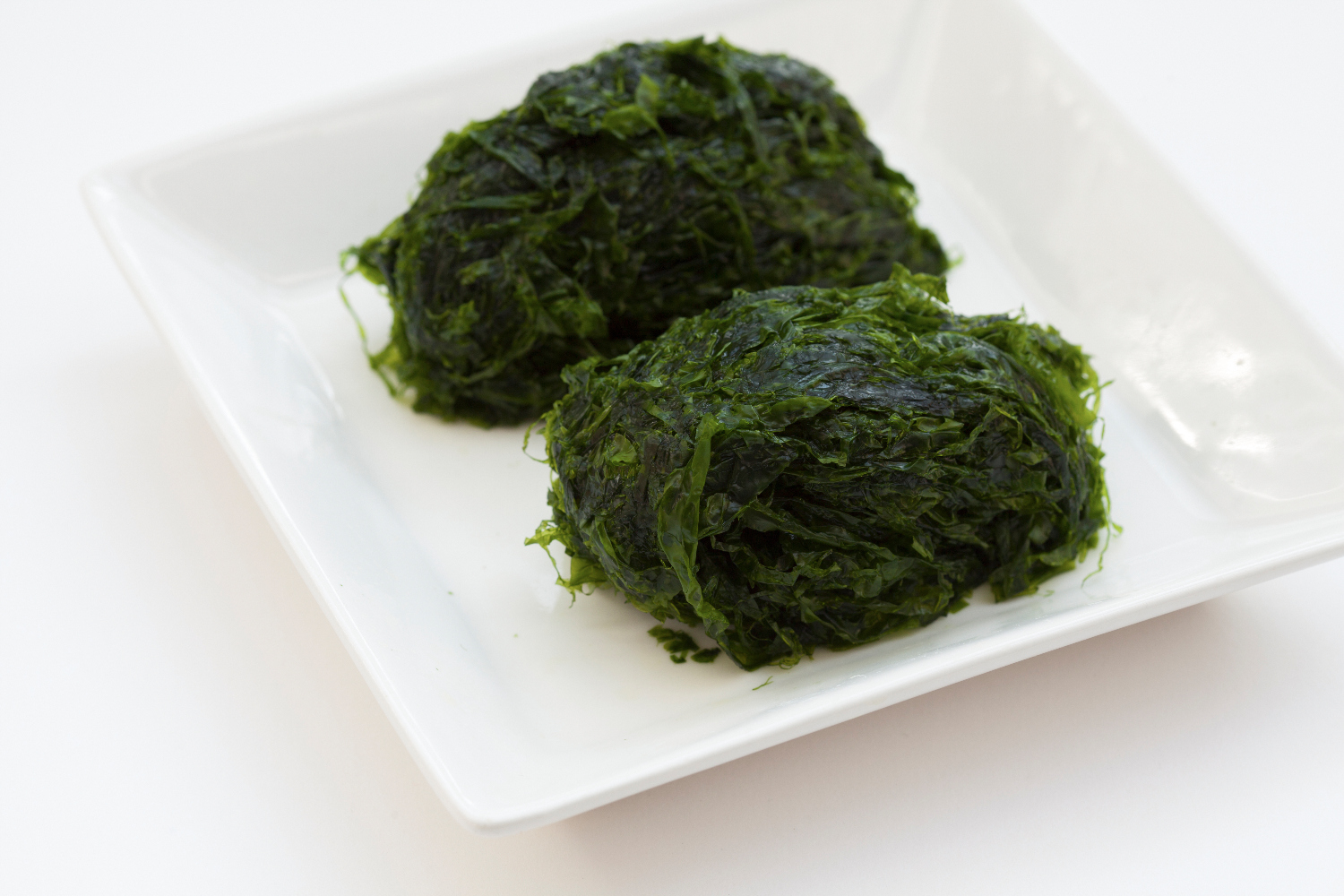
파래

파래는 파래속과 갈파래속, 홑파래속의 먹을 수 있는 해초류를 이르는 말이다. 가시파래와 납작파래, 잎파래, 창자파래, 참홑파래 등이 있다.

## 쓰임새
나물로 무쳐 먹거나, 말려서 파래김을 만든다. 튀각으로 튀겨 먹거나 전으로 부쳐먹기도 한다.

## 종류
- 파래속 (Enteromorpha)
  - 잎파래 (E. linza)
- 갈파래속 (Ulva)
  - 납작파래 (U. compressa)
  - 창자파래 (U. intestinalis)
  - 참갈파래 (U. lactuca)
  - 가시파래 (U. prolifera)
- 홑파래속 (Monostroma)
  - 그레빌레홑파래 (M. grevillei)
  - 참홑파래 (M. nitidum)

## 사진

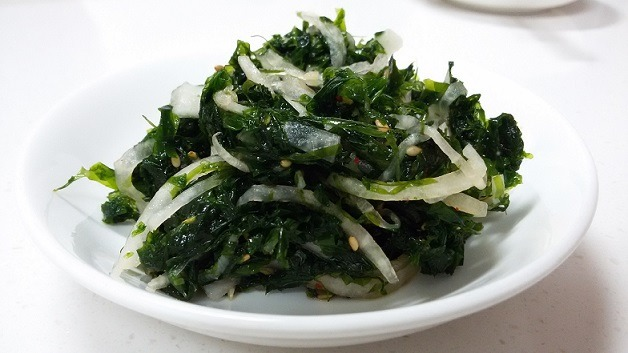
파래무침
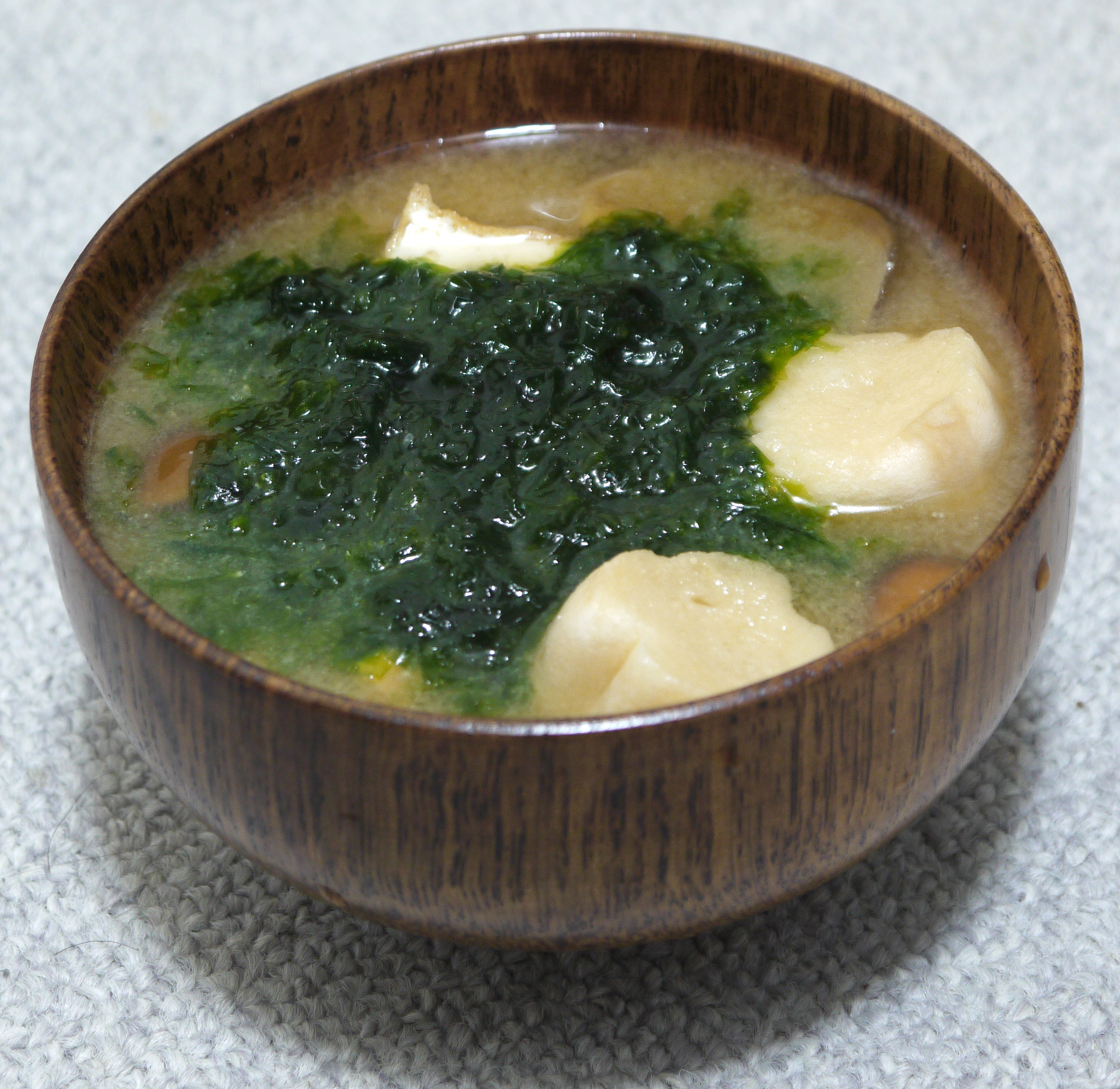
파래가 들어간 미소시루 (일본식 된장국)
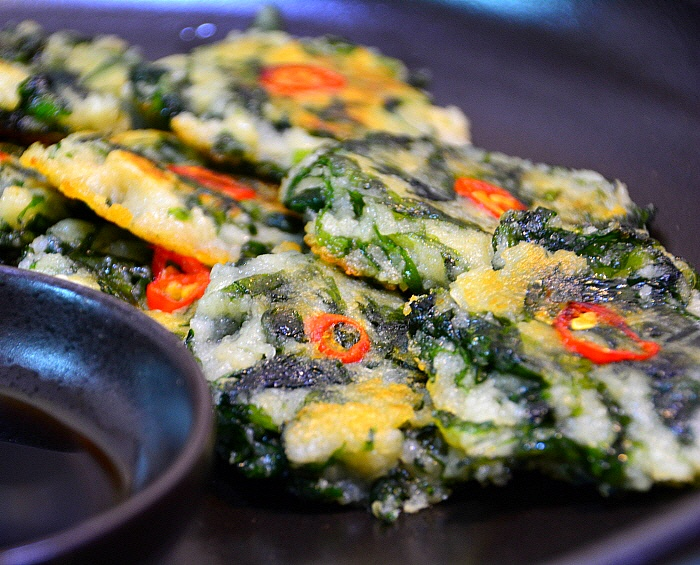
파래 감자전

## 같이 보기
- 노리 (음식)